# Brygada Artylerii Lekkokonnej
 Brygada Artylerii Lekkokonnej  – jednostka artylerii Wojska Polskiego Królestwa Kongresowego.

## Skład organizacyjny i obsada personalna
dowództwo
dowódcy brygady:
pułkownik Józef Hurtig – do 1819
podpułkownik Adam Szubert - do 1822
podpułkownik Tomasz Konarski (od 1828 pułkownik)
1 bateria- Łęczyca
dowódcy 1 baterii:
Benedykt Tykel - do 1819
Piotr Chorzewski - od 1819 do 1821
Szubert Adam - od 1821 do 1822
Tomasz Konarski - od 1822 (płk 1 marca 1831)
kpt. I kl. Adam Narzymski - od 1 marca 1831 (mjr 25 maja 1831)
Bateria walczyła pod Wawrem (19 lutego i 31 marca), Grochowem (25 lutego), Dębem Wielkim (1 kwietnia), Mińskiem (26 kwietnia), Łęczną (10 maja) i Warszawą (6 i 7 września). Za udział w bitwach otrzymała 1 krzyż kawalerski, 9 złotych i 17 srebrnych.
2 bateria - Siedlce
dowódcy 2 baterii:
Józef Kostjał - do 1818
Łukasz Dobrzyński - do 1822
kpt. Józef Kosiński - od 1822
kpt. I kl. Ignacy Kołyszko - od 20 maja 1831 (mjr 6 lutego; ppłk 14 lipca)
kpt. II kl. Stanisław Jabłonowski - 24 lipca 1831
Bateria walczyła pod Kałuszynem (17 lutego i 1 kwietnia), Grochowem (20 i 25 lutego), Iganiami (10 kwietnia), Modlinem (20 kwietnia), Nurem (22 maja), Nadborami (25 maja), Ostrołęką (26 maja), Łysobykami (19 czerwca), Raciążem (23 lipca) i Warszawą (6 i 7 września). Za zasługi otrzymała 8 krzyży złotych i 15 srebrnych.
3 bateria (utworzona 25 stycznia 1831 roku podczas powstania listopadowego; powstała z półbaterii rakietników konnych) - Warka
dowódcy 3 baterii:
kpt. I kl. Józef Jaszowski (mjr od 6 lutego; ppłk od 14 lipca 1831)
kpt. I kl. Józef Puzyna - od 15 września (Puzyna w swym pamiętniku podaje, że objął dowództwo 17 sierpnia)
Bateria walczyła pod Grochowem (25 lutego i 10 marca), Liwem (10 i 13 kwietnia), Zimnowodą (4 maja), Chodowem (24 maja), Serokomlą (19 czerwca), Mińskiem (14 lipca), Kockiem (16 lipca), Rogoźnicą (29 sierpnia) i Świedziebną (4 października). Za udział w walkach otrzymała 7 krzyży złotych i 4 srebrne.
4 bateria (była to dawna bateria pozycyjna artylerii konnej gwardii; zmiany dokonano po wybuchu powstania listopadowego) - Warszawa
dowódcy 4 baterii:
mjr Jan Szwerin - 1815 (ppłk 1817; płk 1821)
ppłk Piotr Chorzewski - 1831 (płk 14 lipca 1831)
por. Jan Łabanowski - (kpt II kl. 21 marca; kpt I kl. 25 sierpnia; ppłk 24 września}
mjr Józef Bem - (tymcz. dow. 13 marca; ppłk 13 kwietnia; tymcz. dow. 13 lipca)
Bateria walczyła pod Kobiernem (18 lutego), Wawrem (19 lutego), Grochowem (25 marca), Wodyniami (9 kwietnia), Iganiami (10 kwietnia), Liwem (13 kwietnia), Przetyczem (16 maja), Rudkami (20 maja), Tykocinem (21 maja), Hajnowszczyzna (23 maja), Ostrołęką (26 maja), Lidą (31 maja), Wilnem (19 czerwca), Plemborkiem (5 lipca), Szawlami (8 lipca), Warszawą (6 i 7 września). Za udział w walkach otrzymała 2 krzyże kawalerskie, 16 złotych i 31 srebrnych.
5 bateria (walczyła w korpusie gen. Ramorino)
dowódcy 5 baterii:
kpt. II kl. Henryk Kruszewski - 25 lipca 1831 (kpt. I kl. 25 sierpnia)
Bateria walczyła pod Krynkami 28 sierpnia 1831.
Półbateria konna płocka (utworzona podczas powstania listopadowego w marcu 1831 roku; istniała do lipca 1831 roku)
dowódca: 
kpt. Edward Szawłowski 
Walczyła pod Liwem 14-15 kwietnia 1831 roku

## Mundur
Kurtka mundurowa zielona z wyłogami i wykładami pół, kołnierzem i rękawami czarnymi, wypustki i patka rękawów pąsowa; do 1822 patki rękawów czarne z wypustką pąsową, ostro ścinane jak w jeździe. Naramienniki kawaleryjskie w łuskę mosiężną, podszyte suknem pąsowym, guziki żółte metalowe z wyobrażeniem granatu z płomieniem, pod nim dwie skrzyżowane lufy armatnie. 
Lejbiki sukienne zielone z wypustkami na kołnierzu i rękawach pąsowymi.
Spodnie paradne zielone z lampasami pąsowymi, podszyte skórą do kolan. Rajtuzy codzienne szare do  1820 z lampasami czarnymi i wypustką czerwoną, potem z lampasami pąsowymi, a od 1826 tylko z wypustkami. 
Płaszcze szare z kołnierzem czarnym, z pąsową wypustką i patką, naramienniki czarne z pąsową wypustką.
Kaszkiet z czerwonymi kordonami, od roku 1827 kordony kształtu huzarskiego; w 1824 nastąpiła zmiana pomponów podłużnych pąsowych na okrągłe. Łuszczki na podpinkach metalowe żółte, biały orzeł, pod nim dwie lufy armatnie mosiężne na krzyż ułożone. 
Furażerka zielona z czarnym lampasem i trzema pąsowymi wypustkami. Ładownica z wyobrażeniem dwóch na krzyż ułożonych luf z metalu żółtego; lederwerki białe.
Czaprak barankowy czarny z lampasem pąsowym. 
Oficerowie
Wyłogi i lampasy z czarnego aksamitu. Surdut zielony z czarnym aksamitnym kołnierzem, z wypustką pąsową; takaż wypustka na rękawach; podszewka biała.
Pendent, taśma ładownicy i inne ozdoby - złote; z wyjątkiem pomponu i kordonów na kaszkiecie - srebrnych.